# Col des Etroits
Col des Etroits är ett bergspass i Schweiz. Det ligger i distriktet Jura-Nord vaudois och kantonen Vaud, i den västra delen av landet, 70 km väster om huvudstaden Bern. Col des Etroits ligger 1 152 meter över havet.